# 韦应物

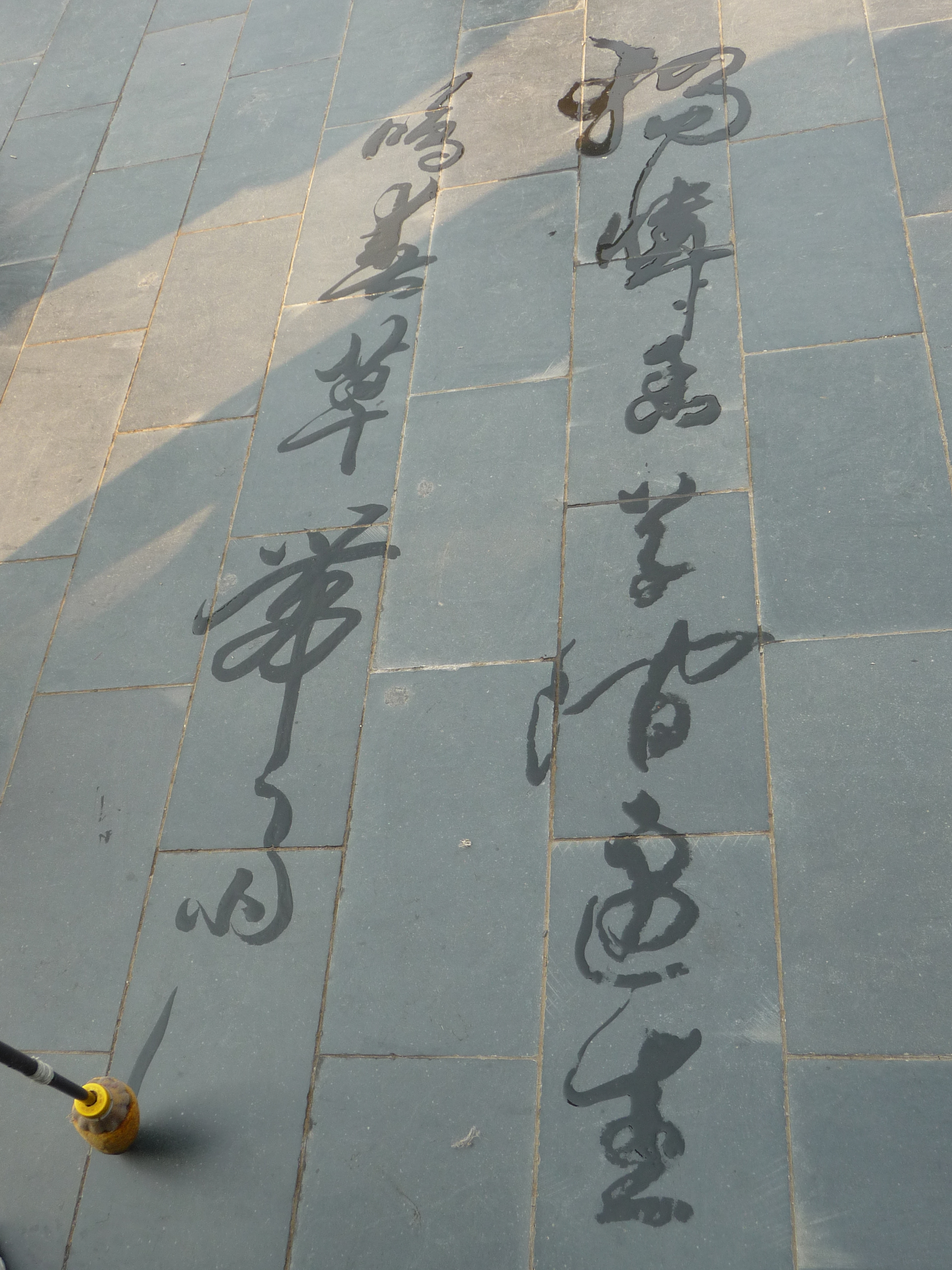
2014年北京市天坛公园，一位游客正在地书韦应物的《滁州西涧》詩

韦应物（737年？—791年），字义博，京兆郡杜陵县（今陕西省西安市长安区）人。唐代诗人。《唐诗三百首》收录韦应物诗12首。

## 生平
開元二十五年前後出生，出自京兆韦氏逍遥公房，是关中郡姓首族。曾祖父韦待价，武则天时宰相。祖父韦令仪，梁州都督。父宣州司法参军韦銮，工於繪畫，惜已家道中落。韦应物为第三子。
天宝九年（750年），韦应物以门资恩荫补右千牛，天宝十年（751年）擔任羽林仓曹参军，当时是玄宗近侍，称为“三卫”，豪纵不羁，横行鄉里。安史之乱后，天寶十五載（756年）玄宗幸蜀，韦应物流落失职，才开始入太学读书。在此期间，与阎防、薛据有往来。广德元年（763年），韦应物为洛阳丞。后为河南兵曹。代宗永泰年间因惩办不法军士被讼，弃官归洛阳。大历九年，由京兆尹黎幹薦任京兆府功曹，摄高陵宰。大曆十二年，秦中大水，奉命出使雲陽視察災情。大曆十三年先後任鄠县、栎阳二县令，十四年黎幹遭貶死，是年六月，韋應物因此辭官，閒居長安善福寺。期间丧妻，作有十余首悼亡诗。
建中二年任尚书省比部员外郎。建中四年（783年）任滁州刺史，贞元元年（785年）迁江州刺史。贞元三年（787年）赐封扶风县男，食邑三百户，入京为左司郎中。贞元四年（788年），领苏州刺史。贞元六年（790年）罢苏州刺史，晚年寓居苏州城外永定寺，贞元七年（791年）卒于苏州官舍，十一月八日葬长安少陵原。
长女嫁大理评事杨凌。

## 成就
其詩以寫田園風物而著名，語言簡淡而意蘊深遠。有《韋蘇州集》。白居易《與元九書》：“如近歲韋蘇州歌行，清麗之外，頗近興諷，其五言詩又高雅閒澹，自成一家之體，今之秉筆者誰能及之！然當蘇州在時，人亦未甚愛重，必待身後，然後人貴之。”司空图则将韦应物与王维并提，称韦应物与王维诗风“澄淡精致”。蘇軾更在《書黃子思詩集後》中稱：“李、杜之後，詩人繼作，雖間有遠韻，而才不逮意，獨韋應物、柳宗元發纖穠於簡古，寄至味於淡泊，非餘子所及也。”，宋朝时更是将韦应物与陶渊明、白居易、柳宗元并比。

## 家庭

### 二十四代祖
- 韦贤，西汉丞相

### 二十三代祖
- 韦玄成，西汉丞相

### 六代祖
- 韦敻，北周逍遥公

### 五代祖
- 韦世冲，隋朝民部尚书、义丰公

### 高祖
- 韦挺，唐朝刑部尚书兼御史大夫、黄门侍郎、扶阳公

### 曾祖
- 韦待价，唐朝尚书左仆射、同中书门下三品

### 祖父
- 韦令仪，唐朝梁州都督

### 父亲
- 韦銮，唐朝宣州司法参军

### 子孙
- 韦慶復
  - 韦退之
- 韦厚復
  - 韦徹，字中瑩
    - 韦式
      - 韦播
        - 韦匡，字化權
          - 韦逖，字遐美

    - 韦韞

## 韦应物夫妇墓志铭
2007年11月，韦应物夫妇及子韦庆复夫妇墓志出土于陕西西安市长安区少陵原，墓志为青石材质，长44cm，宽42cm。志文计二十七行，满行二十七字，共计708字，字体楷书。志石左下角受敲击残去一角，全文残损有十余字，其余字口皆完整如初。现藏于西安碑林博物馆。
- 韦应物墓志铭

唐故尚书左司郎中苏州刺史京兆韦君墓志铭并序

守尚书祠部员外郎骑都尉赐绯鱼袋吴兴丘丹撰

君讳应物，字义博，京兆杜陵人也。其先高阳之孙，昌意之子，别封豕韦氏。汉初有韦孟者，孙贤为邹鲁大儒，累迁代蔡义为丞相。子玄成，学习父业，又代于定国为丞相。奕世继位，家于杜陵。后十七代至逍遥公敻，枕迹丘园，周明帝屡降玄纁之礼，竟不能屈，以全黄绮之志。公弟郧公孝宽，名著周隋，爵位崇显，备于国史。逍遥公有子六人，俱为尚书。五子世冲，民部尚书、义丰公，则君之五代祖。皇刑部尚书兼御史大夫、黄门侍郎、扶阳公[挺]，君之高祖。皇尚书左仆射、同中书门下三品待价，[君]之曾祖。皇梁州都督令仪，君之烈祖。皇宣州司法参军銮，君之烈考。君司法之第三子也。门承台鼎，天资贞粹。丱角之年，已有不易之操。以荫补右千牛，改□羽林仓曹，授高陵尉、廷评、洛阳丞、河南兵曹、京兆功曹。朝廷以京畿为四方政本，精选令长，除鄠县、栎阳二县令，迁比部郎。诏以滁人凋残，领滁州刺史。负戴如归，加朝散大夫。寻迁江州刺史，如滁上之政。时廉使有从权之敛，君以调非明诏，悉无所供。因有是非之讼，有司详按，圣上以州疏端切，优诏赐封扶风县开国男，食邑三百户。徵拜左司郎中，总辖六官，循举戴魏之法。寻领苏州刺史。下车周星，豪猾屏息，方欲陟明，遇疾终于官舍。池雁随丧，州人罢市。素车一乘，旋于逍遥故园。茅宇竹亭，用设灵几。历官一十三政，三领大藩。俭德如此，岂不谓贵而能贫者矣。所著诗赋、议论、铭颂、记序，凡六百馀篇行于当时。以贞元七年十一月八日窆於少陵原，礼也。夫人河南元氏，父挹，吏部员外郎。嘉姻柔则，君子是宜。先君即世，以龟筮不叶，未从合祔。以十二年十一月廿七日，嗣子庆复启举有时，方遂从夫人之礼。长女适大理评事杨凌。次女未笄，因父之丧，同月而逝。呜呼！可谓孝矣。余，吴士也，尝忝州牧之旧，又辱诗人之目，登临酬和，动盈卷轴。公诗原於曹刘，参於鲍谢，加以变态，意凌丹霄，忽造佳境，别开户牖。惜夫位未崇，年不永，而殁乎泉扃，哀哉！堂弟端，河南府功曹，以孝承家。堂弟武，绛州刺史，以文学从政。庆复克荷遗训，词赋已工，乡举秀才，策居甲乙，泣血请铭，式昭幽壤。铭曰：

昌意本裔，豕韦别封。爰历殷周，实建勋庸。汉曰孟贤，时致熙雍。洎乎逍遥，独高其尚。六子八座，五宗四相。流庆左司，帝目贞亮。作牧江水，政惟龚黄。纲辖南宫，复举旧章。文变大雅，节贯秋霜。呜呼彼苍，歼我良牧。禁掖方拜，寝门遄哭。见讬篆铭，永志陵谷。

- 元苹（740年—776年）墓志铭

故夫人河南元氏墓志铭

朝请郎前京兆府功曹参军韦应物撰并书

有唐京兆韦氏，曾祖金紫光禄大夫、尚书右仆射、同中书门下三品、扶阳郡开国公讳待价，祖银青光禄大夫、梁州都督、袭扶阳公讳令仪，父宣州司法参军讳銮，乃生小子前京兆府功曹参军曰应物。娶河南元氏夫人讳苹，字佛力，魏昭成皇帝之后，有尚舍奉御延祚，祚生简州别驾、赠太子宾客平叔，叔生尚书吏部员外郎挹。夫人吏部之长女。动之礼则，柔嘉端懿；顺以为妇，孝於奉亲。尝修理内事之馀，则诵读诗书，玩习华墨。始以开元庚辰岁三月四日诞於相之内黄，次以天宝丙申八月廿二日配我于京兆之昭应，中以大历丙辰九月廿日癸时疾终于功曹东厅内院之官舍，永以即岁十一月五日祖载终于太平坊之假第，明日庚申巽时窆于万年县义善乡少陵原先茔外东之直南三百六十余步。先人有训：缯绮铜漆，一不入圹，送以瓦器数口。乌呼！自我为匹，殆周二纪，容德斯整，燕言莫违。昧然其安，忽焉祸至，方将携手以偕老，不知中路之云诀。相视之际，奄无一言。母尝居远，永绝□恨，遗稚绕席，顾不得留。况长未适人，幼方索乳。又可悲者，有小女年始五岁，以其惠淑，偏所恩爱，尝手教书札，口授《千文》。见余哀泣，亦复涕咽。试问知有所失，益不能胜。天乎忍此，夺去如弃。余年过强仕，晚而易伤。每望昏入门，寒席无主，手泽衣腻，尚识平生，香奁粉囊，犹置故处，器用百物，不忍复视。又况生处贫约，殁无第宅，永以为负。日月行迈，云及大葬，虽百世之后，同归其穴，而先往之痛，玄泉一闭。一男两女，男生数月，名之玉斧，抱以主丧。乌呼哀哉！景行可纪，容止在目，瞥见炯逝，信如电喻。故知本无而生，中妄有情，今复归本，我何以惊。乃志而铭曰：

夫人懿皇魏之垂裔兮，粲华星之亭亭。率令德以归我兮，婉洁丰乎淑贞。时冉冉兮欢遽毕，我无良兮钟我室。生于庚兮殁于丙，岁俱辰兮寿非永。懵不知兮中忽乖，母远女幼兮男在怀。不得久留兮与世辞，路经本家兮车迟迟。少陵原上兮霜断肌，晨起践之兮送长归。释空庄梦兮心所知，百年同穴兮当何悲。